# Extinction Level Event (Final World Front)
Extinction Level Event (Final World Front) es el tercer álbum del rapero Busta Rhymes, lanzado a finales del año 1998.
Extinction Level Event alcanzó el puesto #2 en la lista Top Hip Hop/R&B Albums de Billboard y en Billboard 200.

## Lista de canciones
- 1. Intro-There's Only One Year Left!!!
- 2. Everybody Rise
- 3. Where We Are About To Take It
- 4. Extinction Level Event (The Song Of Salvation)
- 5. Tear Da Roof Off
- 6. Against All Odds
- 7. Just Give It To Me Raw
- 8. Do It To Death
- 9. Keepin' It Tight
- 10. Gimme Some More
- 11. Iz They Wildin Wit Us & Gettin' Rowdy Wit Us?
- 12. Party Is Goin' On Over Here
- 13. Do The Bus A Bus
- 14. Take It Off
- 15. What's It Gonna Be?!
- 16. Hot Shit Makin' Ya Bounce
- 17. What The Fuck You Want!!
- 18. This Means War!!
- 19. Outro-The Burial Song/Interlude #3

## Sencillos
- Datos: Q1273363